# Ключ 114
Ключ 114 або ключ «слід» (禸部), що означає «сліди тварини» — один із 23 ключів Кансі (загалом 214 ключів), що складається з 5 рисок.
У словнику Кансі цей ключ мають 12 ієрогліфів (з 49 030).
禸 відсутній у Таблиці Індексування Компонентів Китайський Ієрогліфів, отже він не використовується як ключ у спрощеній китайській.

## Еволюція

Ієрогліф у Сяочжуань

## Похідні ієрогліфи
| Риски | Ієрогліфи |
| ----- | --------- |
| +0    | 禸        |
| +4    | 禹 禺     |
| +6    | 离        |
| +7    | 禼        |
| +8    | 禽        |
| +14   | 離        |

## Варіантні форми
Як самостійний ієрогліф, ключ відрізняється у вигляді у різних мовах
| Традиційна Китайська (Тайвань) | Спрощена. китайська | Японська | Корейська |
| ------------------------------ | ------------------- | -------- | --------- |
| 禸                             | 禸                  | 禸       | 禸        |

Коли ключ використовується як компонент, то його форма змінюється не тільки залежно від мови, але й ієрогліфа
| Традиційна Китайська (Тайвань) | Спрощена китайська | Японська | Корейська |
| ------------------------------ | ------------------ | -------- | --------- |
| 禺 离                          | 禺 离              | 禺 离    | 禺 离     |

## Зовнішні посилання
- База даних Unihan - U+79B8